# Cantone di Latacunga
Il cantone di Latacunga è un cantone dell'Ecuador che si trova nella provincia del Cotopaxi.
Il capoluogo del cantone è Latacunga.